# رايموند كوربيت شانون
رايموند كوربيت شانون (بالإنجليزية: Raymond Corbett Shannon)‏ هو عالم حيوانات وعالم حشرات أمريكي، ولد في 4 أكتوبر 1894 في واشنطن العاصمة في الولايات المتحدة، وتوفي في 7 مارس 1945.